# Cleora acaciaria
Espèce
Synonymes
- Boamia acaciaria Boisduval, 1833
- Cleora acacicola  Holloway 1979
- Cleora acerata  Fletcher 1967
- Cleora acuata  Fletcher 1953
- Cleora aculeata  Fletcher 1967
- Cleora acutiorata  Fletcher 1953
- Cleora adustaria  Preissecker
- Cleora aequivoca  Prout 1929[1]

Cleora acaciaria est une espèce de lépidoptères de la famille des Geometridae.
Elle est endémique de La Réunion.
L'imago a une envergure d'environ 38-33 mm ; les antennes des mâles sont bipectinées.
Les chenilles se nourrissent de différents arbres et lianes familles des Rutaceae (y compris Toddalia asiatica), Ericaceae (Augauria salicifolia), Verbenaceae (Stachytarpheta urticifolia)  et Asteraceae.